# Оллонов, Дмитрий Данилович
Дмитрий Данилович Оллонов (1907―1983) ― участник Великой Отечественной войны, гвардии полковник, Военный комиссар Якутской АССР.

## Биография
Родился в 1907 году в Тюляхском наслеге Усть-Алданского района.
В августе 1931 года успешно окончил Якутскую национальную военную школу по подготовке младших командиров Красной Армии. В том же году поступил в  Омскую пехотную школу, после окончания которой служил в Забайкальском военном округе в должности командира взвода 105-го стрелкового полка.
В феврале 1936 года назначен командиром роты 9-й мотобронетанковой бригады, расквартированной в Монголии.
В июне 1939 года рота Оллонова вступает в бой против японских захватчиков в районе реки Халхин-Гола. Три дня его бойцы успешно отражали яростные атаки японцев. За умелое командование батальоном и личное мужество в этих боях Оллонов был награждён орденом Красного Знамени. Награду эту получал в Кремле лично из рук Председателя Президиума Верховного Совета СССР Михаила Калинина.
После боев на Халхин-Голе служил в Харьковском военном округе. Здесь женился.
Перед Великой Отечественной войной Дмитрий Оллонов был назначен командиром батальона 55-го мотострелкового полка 219-й мотострелковой дивизии в Белорусском военном округе.
25 июня 1941 года его батальон вступил в первый бой с немецкими фашистами под Гомелем. После этого в районе города Речица участвовал в июльском наступлении 21-й армии, которая тогда форсировала Днепр, освободив города Рогачёв и Жлобин. Однако немцы нанесли мощный контрудар и советским войскам пришлось отступать. Остатки батальона Оллонова прикрывали отход своих войск через мост на реке Сож. В этом бою батальон уничтожил семь танков, уложил множество солдат и офицеров противника. Выполнив боевое задание, раненый Оллонов вместе со своими бойцами переплыл реку.
После госпиталя учился в Военной академии механизации и моторизации, после которой уже капитан Оллонов, командир роты танков КВ 9-го гвардейского танкового полка прорыва, направляется на Донской фронт. Участвовал в Сталинградской битве, где в одном из боев был тяжело ранен.
После госпиталя вернулся в строй и был назначен старшим офицером связи 10-го танкового корпуса. В составе этого корпуса он принял участие в Курской битве и в сражении у Прохоровки. Участвовал в форсировании Днепра и освобождении Украины.
Был отозван с фронта и зачислен в Высшую бронетанковую школу, после окончания которой в марте 1945 года Оллонов назначается заместителем командира полка 1068-й самоходно-артиллерийской бригады. Победу над нацистской Германией встретил в Австрии.
Сразу после Победы его полк был переброшен на восток страны, где принял участие в разгроме Квантунской армии Японии.
В 1946 году Дмитрий Оллонов назначается заместителем командира 20-го гвардейского танкового полка 5-й танковой дивизии.
В 1947 году демобилизуется из армии. Вернувшись на родину, работал в системе Министерства внутренних дел Якутской АССР.
Умер 23 мая 1983 года в Якутске.

## Награды
- Орден Красного Знамени (17.11.1939)[3]
- Орден Красного Знамени (?)[3]
- Орден Красной Звезды (27.07.1942)[3]
- Орден Красной Звезды (08.12.1943)[3]
- Орден Красной Звезды (?)[3]
- Медаль За боевые заслуги (03.11.1944)[3]
- Медаль За оборону Сталинграда (22.12.1945)[3]
- Медаль За взятие Вены (09.06.1945)[3]
- Медаль За освобождение Праги (09.06.1945)[3]
- Медаль За победу над Германией в Великой Отечественной войне 1941—1945 гг. (09.05.1945)[3]
- Медаль За победу над Японией (30.09.1945)[3]
- Орден «За боевые заслуги» (Монголия) (?)

## Память
- Школе Тюляхского наслега присвоили его имя
- В его родном Усть-Алданском улусе учредили состязания по пулевой стрельбе памяти братьев Оллоновых
- В Якутске на стене дома, где жил Дмитрий Оллонов, в год 65-летия Победы установили памятную доску[2]